# Jon Andoni Goikoetxea
Jon Andoni Goikoetxea Lasa (Pamplona, 21 ottobre 1965) è un allenatore di calcio ed ex calciatore spagnolo di ruolo difensore.
Negli anni ottanta e novanta giocò con le maglie di Osasuna, Real Sociedad, Barcellona, Athletic Bilbao, Yokohama F. Marinos e nazionale spagnola. Nel 1991 fu votato calciatore spagnolo dell'anno, aggiudicandosi il Premio Don Balón.

## Carriera

### Giocatore

#### Club
Debuttò nella Primera División spagnola con l'Osasuna nel 1985 e con la squadra della sua città, Pamplona, collezionò 94 presenze in massima divisione. Nel 1988 si trasferì ad un'altra squadra basca, la Real Sociedad, con la quale giocò 74 partite in massima serie. Nel 1990 fu acquistato dal Barcellona, ove trovò altri giocatori baschi: Txiki Begiristain, Julio Salinas e José Mari Bakero, con i quali avrebbe formato la spina dorsale del cosiddetto Dream Team allenato da Johan Cruijff. Con il Barcellona conta 126 presenze in massima serie.
Nel 1994 fu acquistato dai baschi dell'Athletic Club, compagine in cui totalizzò 92 presenze. Nel 1997-1998 ebbe una breve esperienza allo Yokohama Marinos, nella J League giapponese, insieme all'ex compagno di squadra al Barcellona Julio Salinas. Nella stagione seguente chiuse la carriera nell'Osasuna, in Segunda División. In Primera División spagnola conta 386 presenze e 36 reti.

#### Nazionale
Con la selezione Under-20 si piazzò secondo al campionato del mondo di categoria del 1985.
Con la nazionale maggiore spagnola conta 36 presenze, raccolte dal 1992 al 1996. Partecipò al campionato del mondo del 1994, dove andò a segno due volte, contro la Corea del Sud e contro la Germania.

### Allenatore
Come secondo allenatore ha guidato l'Osasuna alle semifinali della Coppa UEFA 2006-2007. Dal 2009 agli inizi al 2010 è stato il vice di José Ángel Ziganda sulla panchina dello Xerez.

## Statistiche

### Cronologia presenze e reti in nazionale
| Cronologia completa delle presenze e delle reti in nazionale ― Spagna | Cronologia completa delle presenze e delle reti in nazionale ― Spagna | Cronologia completa delle presenze e delle reti in nazionale ― Spagna | Cronologia completa delle presenze e delle reti in nazionale ― Spagna | Cronologia completa delle presenze e delle reti in nazionale ― Spagna | Cronologia completa delle presenze e delle reti in nazionale ― Spagna | Cronologia completa delle presenze e delle reti in nazionale ― Spagna | Cronologia completa delle presenze e delle reti in nazionale ― Spagna |
| Data                                                                  | Città                                                                 | In casa                                                               | Risultato                                                             | Ospiti                                                                | Competizione                                                          | Reti                                                                  | Note                                                                  |
| --------------------------------------------------------------------- | --------------------------------------------------------------------- | --------------------------------------------------------------------- | --------------------------------------------------------------------- | --------------------------------------------------------------------- | --------------------------------------------------------------------- | --------------------------------------------------------------------- | --------------------------------------------------------------------- |
| 12-9-1990                                                             | Gijón                                                                 | Spagna                                                                | 3 – 0                                                                 | Brasile                                                               | Amichevole                                                            | -                                                                     |                                                                       |
| 10-10-1990                                                            | Siviglia                                                              | Spagna                                                                | 2 – 1                                                                 | Islanda                                                               | Qual. Euro 1992                                                       | -                                                                     |                                                                       |
| 14-11-1990                                                            | Praga                                                                 | Cecoslovacchia                                                        | 3 – 2                                                                 | Spagna                                                                | Qual. Euro 1992                                                       | -                                                                     |                                                                       |
| 19-12-1990                                                            | Siviglia                                                              | Spagna                                                                | 9 – 0                                                                 | Albania                                                               | Qual. Euro 1992                                                       | -                                                                     | 76’                                                                   |
| 16-1-1991                                                             | Castellón de la Plana                                                 | Spagna                                                                | 1 – 1                                                                 | Portogallo                                                            | Amichevole                                                            | -                                                                     | 46’                                                                   |
| 20-2-1991                                                             | Parigi                                                                | Francia                                                               | 3 – 1                                                                 | Spagna                                                                | Qual. Euro 1992                                                       | -                                                                     |                                                                       |
| 27-3-1991                                                             | Santander                                                             | Spagna                                                                | 2 – 4                                                                 | Ungheria                                                              | Amichevole                                                            | -                                                                     |                                                                       |
| 4-9-1991                                                              | Oviedo                                                                | Spagna                                                                | 2 – 1                                                                 | Uruguay                                                               | Amichevole                                                            | -                                                                     | 77’                                                                   |
| 25-9-1991                                                             | Reykjavík                                                             | Islanda                                                               | 2 – 0                                                                 | Spagna                                                                | Qual. Euro 1992                                                       | -                                                                     |                                                                       |
| 11-3-1992                                                             | Valladolid                                                            | Spagna                                                                | 2 – 0                                                                 | Stati Uniti                                                           | Amichevole                                                            | -                                                                     | 46’                                                                   |
| 22-4-1992                                                             | Siviglia                                                              | Spagna                                                                | 3 – 0                                                                 | Albania                                                               | Amichevole                                                            | -                                                                     |                                                                       |
| 9-9-1992                                                              | Santander                                                             | Spagna                                                                | 1 – 0                                                                 | Inghilterra                                                           | Amichevole                                                            | -                                                                     |                                                                       |
| 23-9-1992                                                             | Riga                                                                  | Lettonia                                                              | 0 – 0                                                                 | Spagna                                                                | Qual. Mondiali 1994                                                   | -                                                                     |                                                                       |
| 18-11-1992                                                            | Siviglia                                                              | Spagna                                                                | 0 – 0                                                                 | Irlanda                                                               | Qual. Mondiali 1994                                                   | -                                                                     | 20’                                                                   |
| 31-3-1993                                                             | Copenaghen                                                            | Danimarca                                                             | 1 – 0                                                                 | Spagna                                                                | Qual. Mondiali 1994                                                   | -                                                                     | 56’                                                                   |
| 8-9-1993                                                              | Alicante                                                              | Spagna                                                                | 2 – 0                                                                 | Cile                                                                  | Amichevole                                                            | -                                                                     |                                                                       |
| 22-9-1993                                                             | Tirana                                                                | Albania                                                               | 1 – 5                                                                 | Spagna                                                                | Qual. Mondiali 1994                                                   | -                                                                     |                                                                       |
| 13-10-1993                                                            | Dublino                                                               | Irlanda                                                               | 1 – 3                                                                 | Spagna                                                                | Qual. Mondiali 1994                                                   | -                                                                     |                                                                       |
| 17-11-1993                                                            | Siviglia                                                              | Spagna                                                                | 1 – 0                                                                 | Danimarca                                                             | Qual. Mondiali 1994                                                   | -                                                                     |                                                                       |
| 23-3-1994                                                             | Valencia                                                              | Spagna                                                                | 0 – 1                                                                 | Croazia                                                               | Amichevole                                                            | -                                                                     | 46’                                                                   |
| 2-6-1994                                                              | Tampere                                                               | Finlandia                                                             | 1 – 2                                                                 | Spagna                                                                | Amichevole                                                            | -                                                                     | 57’                                                                   |
| 10-6-1994                                                             | Montréal                                                              | Canada                                                                | 0 – 2                                                                 | Spagna                                                                | Amichevole                                                            | -                                                                     | 57’                                                                   |
| 17-6-1994                                                             | Dallas                                                                | Corea del Sud                                                         | 2 – 2                                                                 | Spagna                                                                | Mondiali 1994 - 1º turno                                              | 1                                                                     |                                                                       |
| 21-6-1994                                                             | Chicago                                                               | Germania                                                              | 1 – 1                                                                 | Spagna                                                                | Mondiali 1994 - 1º turno                                              | 1                                                                     | 65’                                                                   |
| 27-6-1994                                                             | Chicago                                                               | Bolivia                                                               | 1 – 3                                                                 | Spagna                                                                | Mondiali 1994 - 1º turno                                              | -                                                                     |                                                                       |
| 2-7-1994                                                              | Washington                                                            | Spagna                                                                | 3 – 0                                                                 | Svizzera                                                              | Mondiali 1994 - Ottavi di finale                                      | -                                                                     | 58’                                                                   |
| 9-7-1994                                                              | Foxborough                                                            | Italia                                                                | 2 – 1                                                                 | Spagna                                                                | Mondiali 1994 - Quarti di finale                                      | -                                                                     |                                                                       |
| 7-9-1994                                                              | Limassol                                                              | Cipro                                                                 | 1 – 2                                                                 | Spagna                                                                | Qual. Euro 1996                                                       | -                                                                     |                                                                       |
| 30-11-1994                                                            | Malaga                                                                | Spagna                                                                | 2 – 0                                                                 | Finlandia                                                             | Amichevole                                                            | 1                                                                     | 46’                                                                   |
| 17-12-1994                                                            | Anderlecht                                                            | Belgio                                                                | 1 – 4                                                                 | Spagna                                                                | Qual. Euro 1996                                                       | -                                                                     | 70’                                                                   |
| 18-1-1995                                                             | La Coruña                                                             | Spagna                                                                | 2 – 2                                                                 | Uruguay                                                               | Amichevole                                                            | -                                                                     | 46’                                                                   |
| 22-2-1995                                                             | Jerez de la Frontera                                                  | Spagna                                                                | 0 – 0                                                                 | Germania                                                              | Amichevole                                                            | -                                                                     | 46’                                                                   |
| 26-4-1995                                                             | Erevan                                                                | Armenia                                                               | 0 – 2                                                                 | Spagna                                                                | Qual. Euro 1996                                                       | 1                                                                     |                                                                       |
| 7-6-1995                                                              | Siviglia                                                              | Spagna                                                                | 1 – 0                                                                 | Armenia                                                               | Qual. Euro 1996                                                       | -                                                                     | 46’                                                                   |
| 15-11-1995                                                            | Elche                                                                 | Spagna                                                                | 3 – 0                                                                 | Macedonia                                                             | Qual. Euro 1996                                                       | -                                                                     | 75’                                                                   |
| 7-2-1996                                                              | Las Palmas de Gran Canaria                                            | Spagna                                                                | 1 – 0                                                                 | Norvegia                                                              | Amichevole                                                            | -                                                                     | 80’                                                                   |
| Totale                                                                |                                                                       | Presenze                                                              | 36                                                                    |                                                                       | Reti                                                                  | 4                                                                     |                                                                       |

## Palmarès

### Giocatore

#### Club

##### Competizioni nazionali
- Campionato spagnolo: 4

Barcellona: 1990-1991, 1991-1992, 1992-1993, 1993-1994
- Supercoppa di Spagna: 2

Barcellona: 1991, 1992

##### Competizioni internazionali
- Coppa dei Campioni: 1

Barcellona: 1991-1992
- Supercoppa UEFA: 1

Barcellona: 1992

#### Individuale
- Premio Don Balón: 1

1990-1991